# قائمة أطول البنايات في إسرائيل
هذه القائمة لأطول المباني والمنشآت في إسرائيل تصنف كناطحات السحاب والأبراج في إسرائيل حسب الارتفاع. تقع العديد من المباني المدرجة في تل أبيب أو منطقة رمات غان ، والتي شهدت زيادة في العمارة الشاهقة في العقدين الماضيين بسبب زيادة قيمة العقارات. للحصول على قائمة بأطول المباني في تل أبيب وحدها ، انظر قائمة أطول المباني في تل أبيب .
تحتوي هذه القائمة على مباني شاهقة مكتملة ومرتفعة تقع داخل إسرائيل والتي يزيد ارتفاعها عن 100 م (328   قدم) . يتم فرز القائمة حسب الطول الرسمي؛ حيث يتشارك هيكلان أو أكثر في نفس الارتفاع ، يتم إعطاء ترتيب متساو ثم يتم سرد المنشأت في ترتيب الطوابق. إذا كان الارتفاع والأرضيات متماثلتين ، فسيتم بعد ذلك سرد الهياكل بالترتيب الأبجدي.

### 120-150 متر

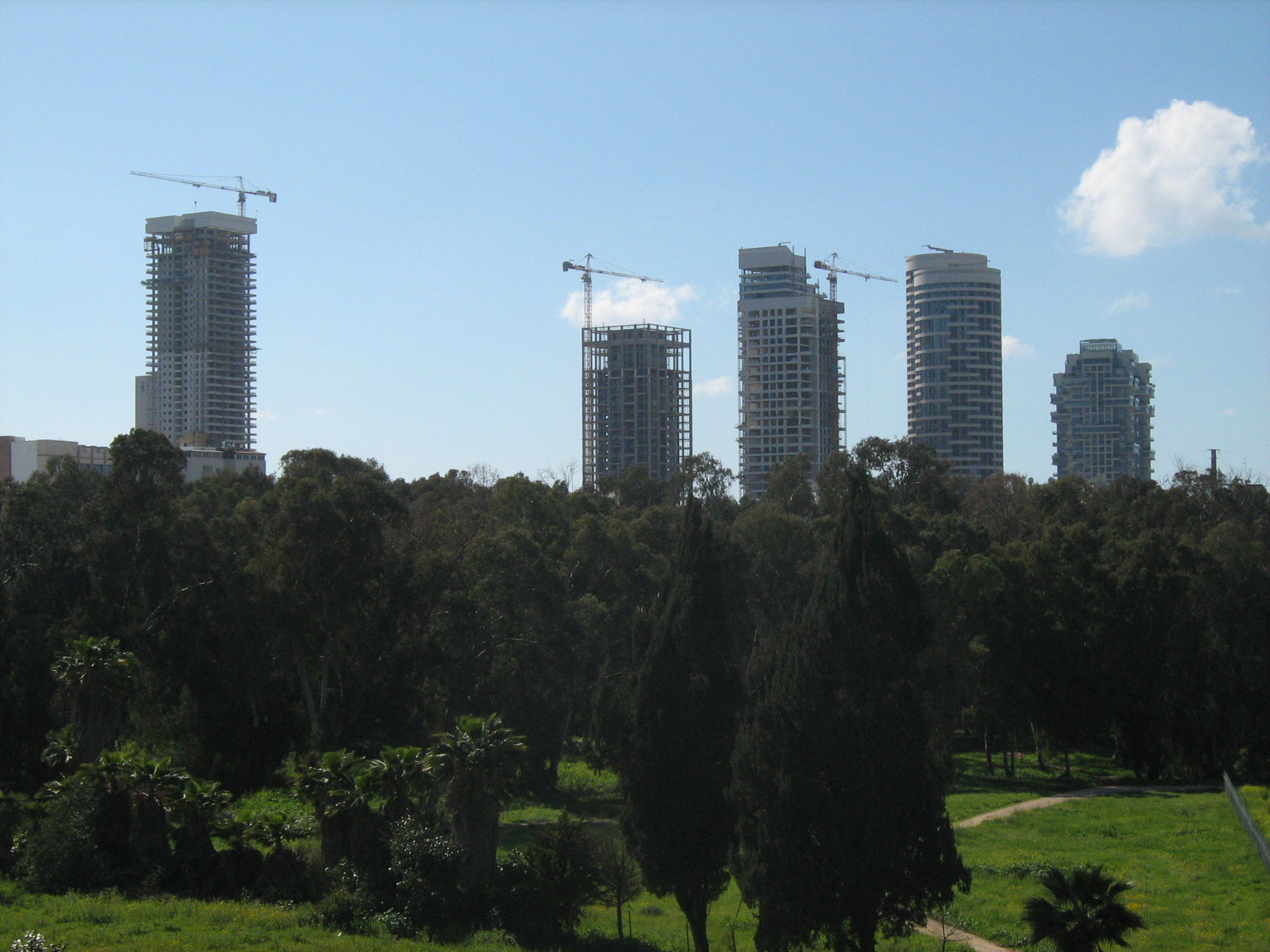
حي بارك تزاميرات السكني قيد الإنشاء

## أطول المباني في إسرائيل

### أطول بناء من التاريخ
| سنوات     | اسم                           | مدينة     | الارتفاع (م) |
| --------- | ----------------------------- | --------- | ------------ |
| 1965-1987 | برج شالوم مئير                | تل أبيب   | 120          |
| 1987-1999 | برج مارجانيت                  | تل أبيب   | 137          |
| 1999-2001 | البرج الدائري (مركز عزرائيلي) | تل أبيب   | 187          |
| 2001-2016 | برج موشيه أفيف                | رامات جان | 235          |
| 2016–     | برج عزرائيلي سارونا           | تل أبيب   | 238          |

### الأطول حسب الاستخدام
توضح القائمة أدناه أطول المباني باستخدامها. لاحظ أن المباني في القائمة لا تؤخذ في الاعتبار إلا إذا كان البرج بأكمله للاستخدام المدرج ؛ لا تعتبر المباني ذات الاستخدامات المتعددة.
| نوع             | بناء                | مدينة     | الارتفاع (م) |
| --------------- | ------------------- | --------- | ------------ |
| سكني            | ميدتاون ريزيدنسز    | تل أبيب   | 185 م        |
| مكتب. مقر. مركز | برج عزرائيلي سارونا | تل أبيب   | 238 م        |
| الفندق          | برج ليوناردو سيتي   | رامات جان | 157 م        |
| مستشفى          | برج أريسون الطبي    | تل أبيب   | 60 م         |
| التعليم         | برج اشكول           | هيفاء     | 102 م        |

## تحت التشيد

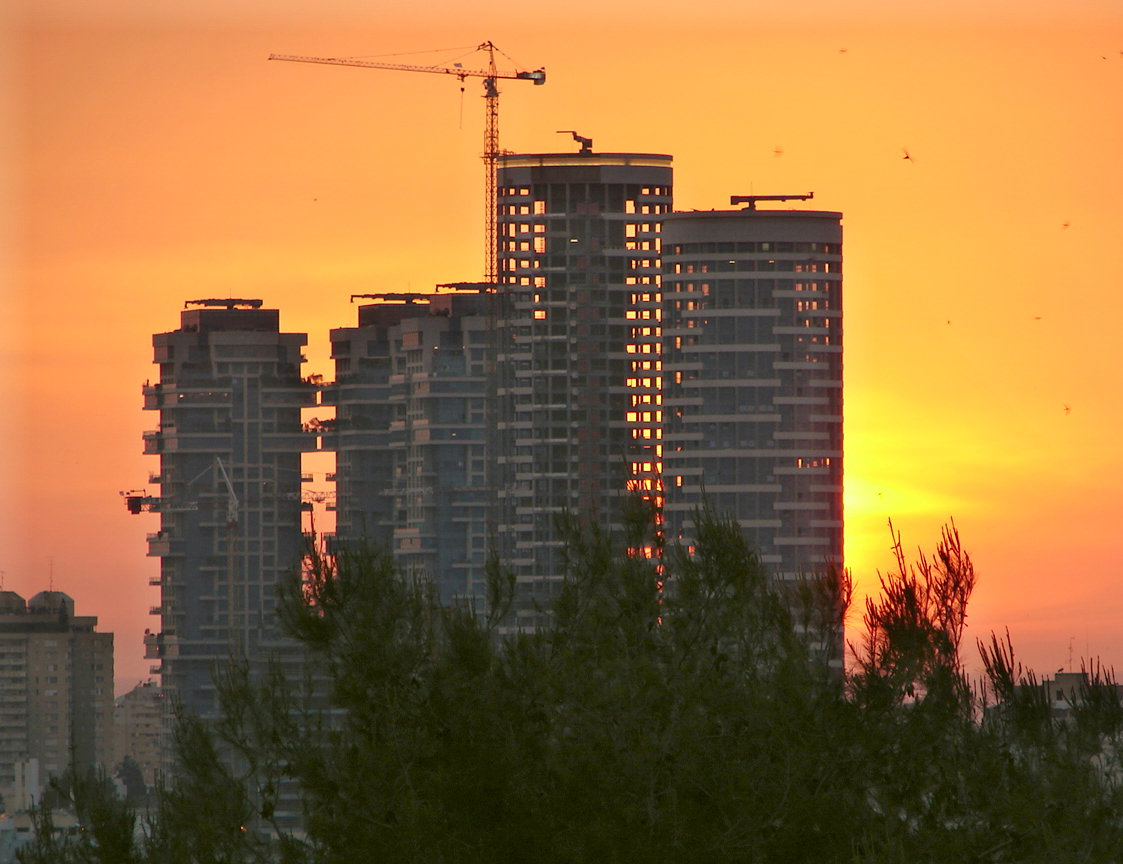
البناء في تل أبيب

## أطول المنشآت

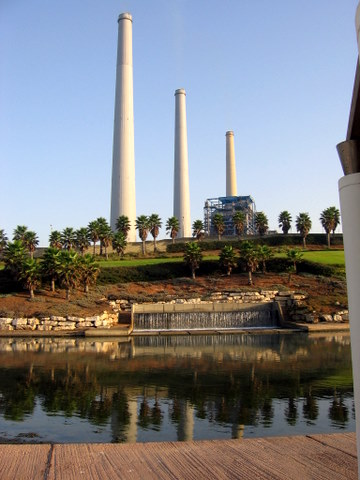
المداخن في أوروت رابين

فيما يلي قائمة بجميع المباني في إسرائيل التي يزيد ارتفاعها عن 100 متر. يختلف الهيكل عن ارتفاع شاهق بسبب افتقاره إلى الأرضيات وقابلية السكن.
| مرتبة | اسم                               | مدينة   | استعمال      | الارتفاع (م) | منجز       |
| ----- | --------------------------------- | ------- | ------------ | ------------ | ---------- |
| 1     | منشأة ديمونة رادار (صواري مشدودة) | ديمونة  | رادار        | 400          | 2009       |
| 2     | مدخنة 3 من أوروت رابين            | الخضيرة | توليد الطاقة | 300          | 1997       |
| 3 =   | مدخنة 1 من أوروت رابين            | الخضيرة | توليد الطاقة | 265          | 1993       |
| 3 =   | مدخنة 2 من أوروت رابين            | الخضيرة | توليد الطاقة | 265          | 1993       |
| 5 =   | برج أشاليم للطاقة الشمسية         | اشاليم  | توليد الطاقة | 250          | 2018       |
| 5 =   | مدخنة 4 من أوروت رابين            | الخضيرة | توليد الطاقة | 250          | أبريل 2017 |
| 6     | مدخنة محطة كهرباء روتينبرج        | عسقلان  | توليد الطاقة | 203          | 2014       |
| 7     | مدخنة محطة القراءة                | تل أبيب | توليد الطاقة | 150          | 1962       |

## روابط خارجية
- إسرائيل في إمبوريس
- إسرائيل في CTBUH
- إسرائيل في SkyscraperPage.com